# Eragrostis cylindrica
Eragrostis cylindrica là một loài thực vật có hoa trong họ Hòa thảo. Loài này được (Roxb.) Arn. mô tả khoa học đầu tiên năm 1837.